# درس‌هایی برای کودکان

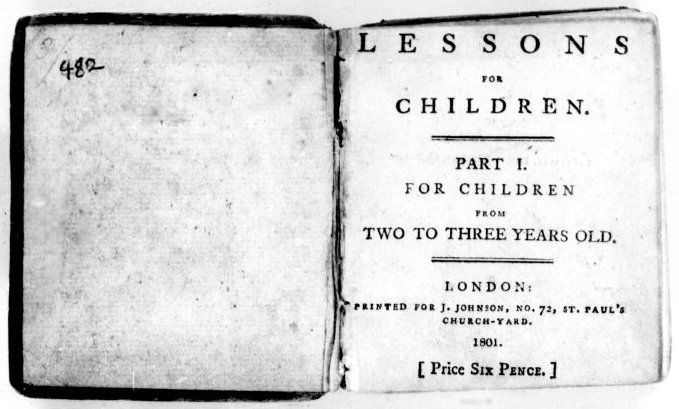
صفحه عنوان نسخه ۱۸۰۱ درس‌هایی برای کودکان، قسمت اول

درس‌هایی برای کودکان مجموعه‌ای از چهار آغازگر خواندنی سازگار با سن است که توسط شاعر و مقاله‌نویس برجسته بریتانیایی قرن هجدهم، آنا لایتیتیا باربالد نوشته شده است. این کتاب‌ها که در سال‌های ۱۷۷۸ و ۱۷۷۹ منتشر شدند، انقلابی را در ادبیات کودکان در جهان انگلیسی-آمریکایی آغاز کردند. در این کتاب‌ها برای اولین بار، نیازهای یک کودک به عنوان خواننده، به‌طور جدی مورد توجه قرار گرفت. متون ساده تایپوگرافی به یادگیری کودک کمک می‌کند. برای اولین بار کتاب‌های باربالد در نمایش پداگوژی تجربی ادبیات کودکان انگلیسی-آمریکایی، از سبک مکالمه‌ای استفاده می‌کنند به این نحو که مادر و پسرش را در حال بحث دربارهٔ جهان طبیعی به تصویر می‌کشند. بر اساس نظریه‌های آموزشی جان لاک، کتاب‌های باربالد بر یادگیری از طریق حواس تأکید دارند.

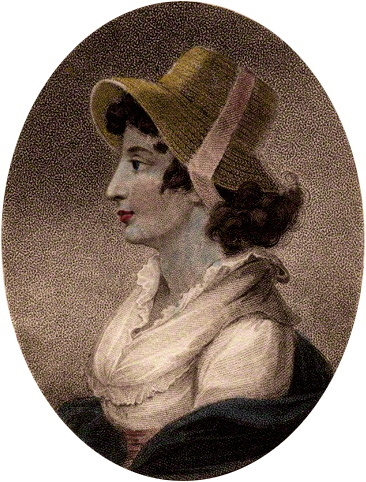
آنا لتیتیا باربالد (۱۷۴۳–۱۸۲۵)

یکی از اصول اخلاقی درس‌های باربالد این است که افراد بخشی از یک جامعه هستند. چارلز، قهرمان متون، رابطه خود را با طبیعت، با حیوانات، با مردم و در نهایت با خدا بررسی می‌کند.

## انتشار و ساختار
این کتاب‌ها، مادری را به تصویر می‌کشد که به پسرش آموزش می‌دهد. احتمالاً بسیاری از وقایع الهام گرفته از تجربیات باربالد از آموزش به پسر خوانده‌اش، چارلز بوده است، زیرا وقایع با سن و رشد او مرتبط است. اگرچه هیچ نسخه‌ای از نسخه اول آثار باقی نمانده است، میتزی مایرز، محقق ادبیات کودکان، تاریخ‌های احتمالی انتشار را بر اساس‌نامه‌های باربالد و اولین بررسی‌های کتاب‌ها به شرح زیر بازسازی کرده است:
- درس‌هایی برای کودکان دو تا سه ساله (۱۷۷۸)
- درس‌هایی برای کودکان سه نفری، قسمت اول (۱۷۷۸)
- درس‌هایی برای کودکان سه نفری، قسمت دوم (۱۷۷۸)
- درس‌هایی برای کودکان سه تا چهار ساله (۱۷۷۹)

باربالد خواستار چاپ کتاب‌هایش با حروف بزرگ با حاشیه‌های وسیع شد تا کودکان بتوانند به راحتی آن‌ها را بخوانند. این تغییرات تولیدی در عین آسان‌تر کردن فهم مطالب، کتاب‌ها را برای کودکان فقیر گران‌تر می‌کرد، بنابراین کتاب‌های باربالد به ایجاد زیبایی‌شناسی متمایز برای کتاب کودکان طبقه متوسط کمک کرد.

## نظریه آموزشی
درس های باربالد بر ارزش انواع زبان و سواد تأکید می‌کند. خوانندگان نه تنها نحوه خواندن را یادمی‌گیرند، بلکه توانایی درک استعاره‌ها و تشبیه‌ها را نیز به دست می‌آورند. در جلد چهارم به ویژه تفکر شاعرانه تقویت می‌شود. 

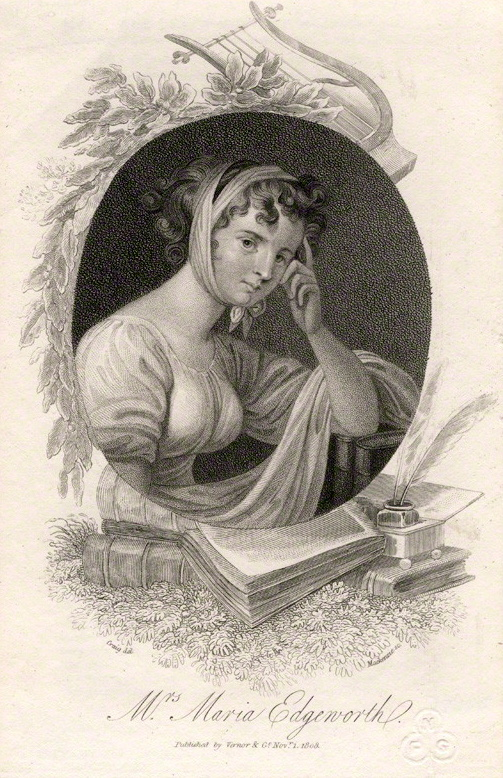
ماریا اجورث، یکی از مهم‌ترین نویسندگان کودک که از نوآوری‌های باربالد بهره برده است.

## میراث
همان‌طور که مک‌کارتی بیان می‌کند، درس‌هایی برای کودکان و کتاب محبوب دیگر باربالد یعنی سرودهای در نثر برای کودکان در زمان خود بسیار تأثیرگذار بودند. ویلیام بلیک، تحت تأثیر سرودها قرار گرفت و الیزابت برت براونینگ شاعر هنوز دوست داشت در ۳۹ سالگی درس‌ها را بخواند. هر دو کتاب در طول قرن نوزدهم در انگلستان و ایالات متحده تجدید چاپ شدند. همان‌طور که مک‌کارتی نیز بیان می‌کند، «تأثیر آنها بر افراد طبقه متوسط قرن نوزدهم و اوایل قرن بیستم، که خواندن را از آنها آموخته‌اند، غیرقابل محاسبه است». آنها همچنین برای آموزش چندین نسل از دانش‌آموزان در بریتانیا و ایالات متحده مورد استفاده قرار گرفتند. متون بارباولد برای تداوم ایده‌آل مادری جمهوری‌خواهان در آمریکای قرن نوزدهم، به‌ویژه مفهوم مادر به‌عنوان مربی ملت مورد استفاده قرار گرفت. شارلوت مری یونگ، نویسنده و منتقد بریتانیایی کودکان در سال ۱۸۶۹ نوشت که این کتاب‌ها به «سه چهارم اعیان سه نسل گذشته» خواندن آموزش داده است.